# Amager Ro- og Kajakklub
Amager Ro- og Kajakklub eller ARK i daglig tale er en sportsklub på vestsiden af Amager i den sydlige del af Islands Brygge, der tilbyder ro- og kajakfaciliteter. Klubben blev stiftet i 1931 som Arbejdernes Roklub. Klubben havde ligesom de andre københavnske roklubber stor fremgang under besættelsen, men oplevede en nedgang efter krigen. I 1966 overvejede man at lukke klubben, men en fusion med Bryggens Kajak Club, i 1968 reddede den. Dermed fik klubben sit nuværende navn. De to klubber gik dog fra hinanden igen i 1970, men klubben beholdt navnet og kajaksporten.
Kendte navne i klubben er bl.a. Kim Wraae Knudsen, der vandt sølv ved sommer-OL 2008.
55°39′17.07″N 12°33′50.24″Ø / 55.6547417°N 12.5639556°Ø